# Dragon Ball GT : Cent Ans après
 (mai 2024).
Dragon Ball GT : Cent Ans après (悟空外伝！ 勇気の証しは四星球, Gokū gaiden! Yūki no akashi wa Sūshinchū, littéralement « Une autre vision de Goku ! La preuve de son courage est la boule à quatre étoiles. ») est un téléfilm d’animation japonais réalisé par Yoshihiro Ueda et Hidehiko Kadota, diffusé sur Fuji Television en 1997.

## Synopsis
L'histoire se déroule cent ans après les adieux de Sangoku dans l'épisode 64 de Dragon Ball GT. Sangoku Junior, petit-fils de Pan, part à la recherche des Dragon Balls pour soigner sa grand-mère malade. Alors trouillard et manquant de courage, il va avoir affaire à son camarade d'école Pack et à sa bande dont il est le souffre-douleur et faire surgir la puissance Saiyan permettant d'assurer la relève qu'espérait Sangoku à la suite de cette aventure. À la fin du film se trouve un dialogue entre Sangoku et Sangoku Junior à la fois comique et poignant puisqu'il clôt une fois pour toutes les histoires de Sangoku. Ce dernier apparaît subitement devant son « petit-fils » comme il l'appelle, et lui explique comment fonctionnent les Dragon Balls. Un plan identique apparaît comme au début de la série, un Sangoku priant devant la boule à quatre étoiles de Sangohan. Comme à son habitude, Sangoku disparaît subitement en faisant un dernier adieu.

## Fiche technique
- Titre original : 悟空外伝！ 勇気の証しは四星球 (Gokū gaiden! Yūki no akashi wa Sūshinchū)
- Titre français : Dragon Ball GT : Cent Ans après
- Réalisation : Yoshihiro Ueda et Hidehiko Kadota
- Scénario : Atsushi Maekawa adapté du manga Dragon Ball d'Akira Toriyama
- Musique : Akito Tokunaga
- Société de production : Toei Animation
- Pays d'origine :  Japon
- Format : couleurs
- Genre : aventure, fantastique
- Durée : 45 minutes
- Date de sortie
  - Japon : 26 mars 1997

## Distribution
- Shin Aomori (VF : Bernard Lanneau) : Gettô
- Tōru Furuya (VF : Yann Le Madic) : Pack
- Miki Itō (VF : Michèle Lituac) : Manba
- Masako Nozawa (VF : Brigitte Lecordier) : Sangoku Junior
- Masako Nozawa (VF : Thierry Mercier) : Sangoku
- Yūko Minaguchi (VF : Julie Turin) : Pan
- Jōji Yanami (VF : Serge Bourrier) : narrateur

## Autour du film
Ce film clôt la saga Dragon Ball, l'intrigue se situe juste avant le combat entre Vegeta Junior et Son Goku Junior dans le monde futur lors de l'épisode 64 de Dragon Ball GT. On remarque aussi que le film termine de la même façon que la saga a débuté, c'est-à-dire Son Goku priant devant la Dragon Ball à quatre étoiles en mémoire de son grand-père Son Gohan.